# Provinz Virú
Die Provinz Virú liegt in der Region La Libertad im Nordwesten von Peru. Die Provinz wurde im Jahr 1995 gegründet. Sie hat eine Fläche von 3218,74 km². Beim Zensus 2017 lebten 92.324 Menschen in der Provinz. Im Jahr 1993 lag die Einwohnerzahl in dem Gebiet bei 34.674, im Jahr 2007 bei 76.710. Verwaltungssitz ist die Kleinstadt Virú.

## Geographische Lage
Die Provinz Virú liegt 35 km südöstlich der Großstadt Trujillo in der ariden Küstenregion Perus. Sie erstreckt sich über einen etwa 65 km breiten Küstenabschnitt an der Pazifikküste im Südwesten der Region La Libertad. Die Provinz reicht bis zu 45 km ins Landesinnere. Die Flüsse Río Virú und Río Chao durchfließen die Provinz. Entlang der südlichen Provinzgrenze verläuft der Río Santa. Im Landesinneren erheben sich die Berge der peruanischen Westkordillere.
Die Provinz Virú grenzt im Nordwesten an die Provinz Trujillo, im Osten an die Provinz Contumazá (Region Cajamarca), im Osten an die Provinzen Julcán und Santiago de Chuco sowie im Süden an die Provinz Santa (Region Ancash).

## Verwaltungsgliederung
Die Provinz Virú gliedert sich in folgende drei Distrikte. Der Distrikt Virú ist Sitz der Provinzverwaltung.
| Distrikt    | Verwaltungssitz |
| ----------- | --------------- |
| Chao        | Chao            |
| Guadalupito | Guadalupito     |
| Virú        | Virú            |